# Pavel Peca
Pavel Peca (22. října 1948 – 24. května 2012 vězeňská nemocnice Pankrác) byl trojnásobný vrah odsouzený v roce 1994 k doživotnímu trestu odnětí svobody.

## Popis činu
Pavel Peca byl zaměstnán v Hradci Králové jako řidič multikáry. S manželkou Zdenou (†41) se rozvedl v roce 1987. Přesto nadále bydleli v jednom domě se dvěma dcerami. 19. května 1993 dopoledne absolvoval v zaměstnání protipožární školení, po kterém se rozhodl odejít do restaurace Na malém růžku. Po cestě domů do Plotiště nad Labem se ještě zastavil v další restauraci v městské části Plácky. Odtud chtěl odejít tak, aby to vypadalo, že se normálně vrací ze zaměstnání. Poté, co přišel domů, ho během rozhovoru obvinila bývalá manželka z opilosti. Následovala hádka, po které Peca odešel do dřevníku pro třísky na zátop. Zde si všiml opřené sekery a okamžitě ho napadlo, že s ní na manželku zaútočí.
Se sekerou v ruce vběhl do domu, kde prošel nejdříve prázdnou kuchyní a potom vstoupil do obývacího pokoje. Manželku zde nenašel, u stolu však seděla jeho nejstarší dcera Petra (†19). Tu ubil 9 ranami do hlavy. Zdena zaslechla útok, vběhla do pokoje a Pecu se pokusila zastavit. Prosila ho, ať dceři zavolá záchranku. Ten jí odvětil, že na to už je pozdě a následně jí zasadil 7 ran sekerou. Poté zamkl hlavní dveře, sedl si ke kuchyňskému stolu a napsal dopis na rozloučenou, ve kterém obvinil svou bývalou ženu z nevěry a rozpadu rodiny. Ve skutečnosti v rozvod vyústila nevěra Pecova. V dopise také uvažoval nad tím, zda má zabít i mladší dceru Radku (†14), která se měla teprve vrátit domů z plavání. Dopis plný sebelítosti uzavřel slovy, že svou rodinu stále miluje. Když Radka později dorazila z plavání, odemkl vchodové dveře, zatáhl jí dovnitř a zaútočil na ní sekerou. Zřejmě se snažila zakrýt si hlavu rukou, jelikož jí odťal dva prsty. Peca jí zasadil celkem 10 ran.

## Dopadení
Po útoku opřel sekeru v kuchyni o stěnu a na každé z těl položil kopretinu. Poté si přinesl provaz, na kterém se chtěl údajně oběsit. Svůj plán přehodnotil, protože přímo před oknem, ze kterého chtěl se smyčkou kolem krku vyskočit, stáli jejich sousedé. Jako druhý způsob sebevraždy si vybral sebeupálení. Došel si pro kanystry s benzínem, ale plán záhy opět přehodnotil a rozhodl se raději utopit. Cestou k řece si však uvědomil, že je dobrý plavec a bylo by to tedy těžko proveditelné. Poté, co neprojel ani žádný vlak, pod který by mohl skočit, odešel do hospody U letců, kde znovu popíjel alkohol. Mezitím se do domu na své příbuzné zašla podívat Pecova tchyně, která bydlela ve druhém stavení na stejném pozemku. Oknem zahlédla mrtvou Radku a okamžitě přivolala policii. Po Pecovi bylo na základě dopisu s doznáním vyhlášeno pátrání. Policie předpokládala, že mohl spáchat někde v okolí domu sebevraždu. Po dvou hodinách byl spatřen, jak sedí v trávě vedle silnice s hlavou v dlaních. Zde byl také zatčen. Svůj čin nepopíral, ze smrti rodiny však i nadále obviňoval bývalou manželku, která si po rozvodu našla nového partnera, což vnímal jako nevěru.
Senátor JUDr. Miroslav Antl, bývalý státní zástupce, vzpomíná: „V životě jsem neviděl takovou situaci na místě činu. Všude spousta krve a nejhorší byly rozsekané oběti a z toho dvě děti".

## Trest
Krajský soud v Hradci Králové ho odsoudil na jaře 1994 na 25 let odnětí svobody. Státní zástupce Miroslav Antl se odvolal a Vrchní soud v Praze mu 13. července 1994 zvýšil trest na doživotí. V roce 2013 mohl požádat o předčasné propuštění, toho se však nedožil. Zemřel 24. května 2012 ve vězeňské nemocnici. Pravděpodobnou příčinou úmrtí byla rakovina.
Svůj trest si odpykával ve věznicích Mírov, Valdice, Rýnovice a Ruzyně.

## Mediální zpracování
Případu se věuje jeden z dílů třetí řady cyklu Dany a Mirka Vaňurových Kriminálka pod názvem Peca: Trojnásobná vražda a vrah, který litoval jen sám sebe (premiéra 23. 3. 2022 na ČRo Dvojka).
Mirek Vaňura stejný případ zpracoval také pro dokumentární sérii Legendy kriminalistiky (od roku 2017) pod názvem Já, nebohý vrah.
Pavlu Pecovi se věnuje také polovina 45. epizody true crime podcastu Opravdové zločiny (premiéra 9. 8. 2020).